# Газоразрядная трубка тлеющего разряда
Газоразрядная трубка тлеющего разряда, известная также как лампа с холодным катодом — вид газоразрядных (в том числе люминесцентных) и газосветных источников света, использующая свечение положительного столба при тлеющем разряде. В отличие от ламп, использующих дуговой разряд, в лампе тлеющего разряда катод не испытывает значительного нагрева в процессе работы и не требует предварительного прогрева для зажигания.

## Устройство и принцип действия
В отличие от дугового, при тлеющем разряде падение напряжения в прикатодной области достигает нескольких десятков, а то и сотен вольт. Для повышения КПД рационально использовать трубки большой длины, однако для зажигания разряда в такой трубке требуется высокое — до нескольких тысяч вольт — напряжение.
Высоковольтная газоразрядная трубка представляет собой стеклянную трубку, диаметром от 1 до 30мм и длиной до 1,5м, по краям которой впаяны полые электроды, покрытые слоем оксида. Трубка наполняется инертным газом под давлением значительно ниже атмосферного — до нескольких сот паскалей. Чаще всего используется либо неон, либо аргон с добавлением ртути. Для получения различных цветов свечения трубки могут быть покрыты изнутри люминофором. Питание лампы осуществляется от источника высокого напряжения, которое зависит от длины и диаметра трубки, а также использованного в ней газа, как правило используются трансформаторы высокого напряжения с большим магнитным сопротивлением.

## Разновидности
Наиболее широко высоковольтные газоразрядные трубки применялись в наружной рекламе и декоративном освещении. Кроме того, так как такие трубки компактны и выделяют при работе мало тепла, они нашли широкое применение в подсветке жидкокристаллических экранов и копировальных аппаратах. Были также попытки применения таких ламп для общего освещения. В дальнейшем из своих областей применения эти лампы были вытеснены светодиодами, так как они не требуют для своей работы высокого напряжения и не содержат ртути.
- Газоразрядная рекламная вывеска
- Лампы подсветки ЖК-телевизора
- Осветительная лампа с холодным катодом